# Harry Goaz
Harry Goaz, né le 27 décembre 1960 à Jacksonville (Caroline du Nord), est un acteur américain.
Il est surtout connu pour avoir interprété l'adjoint Andy Brennan et le sergent Knight dans les séries télévisées Twin Peaks et  Marshall et Simon respectivement.

## Carrière
Avant de jouer, il a étudié le jeu d'acteur auprès de l'acteur américain William Traylor au Loft Studio à Los Angeles. Il rencontre le cinéaste David Lynch à un hommage au chanteur Roy Orbison où le réalisateur le caste pour le rôle du maladroit Andy Brennan, adjoint du shérif Truman, dans la série télévisée Twin Peaks. Il apparaît dans 26 épisodes sur les 30 des deux premières saisons. 
Lorsque la série s'achève, il collabore avec Joe Dante, le créateur de la série Marshall et Simon où il joue le sergent Knight.
Il travaille également avec Steven Soderbergh pour le film À fleur de peau avant d'apparaître dans quelques films indépendants.
En 2017, il reprend son rôle de l'adjoint Andy Brennan dans la troisième saison de Twin Peaks.

## Filmographie

### Séries télévisées
- 1990-1991 : Twin Peaks : Adjoint Andy Brennan
- 1991-1992 : Marshall et Simon (Eerie Indiana) : Sergent Knight (5 épisodes)
- 2017 : Twin Peaks (saison 3) : Adjoint Andy Brennan

### Cinéma
- 1992 : Twin Peaks: Fire Walk with Me de David Lynch : Adjoint Andy Brennan (scènes coupées, incluses dans Twin Peaks: The Missing Pieces)
- 1996 : À fleur de peau (The Underneath) de Steven Soderbergh : Le garde Casey
- 2005 : Deadroom de James M. Johnston, David Lowery, Nick Prendergast et Yen Tan : Layton
- 2009 : St. Nick de David Lowery : Détective
- 2010 : Earthling de Clay Liford : Thomas Head
- 2015 : Figurehead de Jason Reimer : Harry (court-métrage)